# 王苇柯
王苇柯（1989年—），华裔美国作家，2018年获得美国笔会海明威奖 (PEN/Hemingway Award)。王苇柯著有小说「Chemistry」（中文译作《中国女孩》）。她的作品曾於Glimmer Train、The Alaska Quarterly Review、Ploughshares、The Kenyon Review及 Redivider刊登。

## 生平
王苇柯1989年生于中華人民共和國的南京，五岁时随家人移居海外，中学前曾在澳大利亚、加拿大和美国生活。她11岁时随家人抵达美国 。王苇柯曾經形容她成長的一個社區是「一個非常鄉村的小鎮，每個人都是白人。我是我學校裡唯一的亞洲人。」
高中毕业后，王苇柯升入哈佛大学，本科学习化学；随后在哈佛大学陈曾熙公共卫生学院取得公共卫生硕士和博士学位。其實早在她修讀本科的「準醫學」課程（pre-med）時就已認真考慮是否要轉往醫學院就讀。不過後來她卻轉往波士頓大學，並取得小说创作领域的艺术硕士 (MFA)。

## 创作事业
2017年，王苇柯被作家谢尔曼·亚历克西 (Sherman Alexie) 选入美国全国图书基金会 (National Book Foundation) 一年一度的「5位35岁以下杰出作家」（5 under 35) 名单。在《國家圖書獎》的引用中指王苇柯的作品是“一種嶄新的文學聲音，巧妙地並置了科學的優雅，在世界上尋找一席之地的焦慮，以及為愛和家庭所做的犧牲。”

## 寫作風格
評論指王苇柯在她的主要作品中甚少為當中的主要角色命名。就以《中國女孩》為例，除了女主角的英雄男友叫作「Eric」，她的父母及其他人的名字都沒有提及過。而這個習慣，即使在她往後於2018年在《紐約客》 發表的短篇故事《Omakase》 依然沒有改。她说她考虑了《Omakase》中人物的情景和生活，从而作出不为他们命名的决定。

## 作品列表
- 《中國女孩》（Chemistry）Melbourne, Victoria : The Text Publishing Company, 2017. ISBN 9781925603675, OCLC 1013721097